# (35348) 1997 JO18
1997 JO18 (asteroide 35348) é um asteroide da cintura principal. Possui uma excentricidade de 0.15847040 e uma inclinação de 18.65459º.
Este asteroide foi descoberto no dia 8 de maio de 1997 por Terry Handley em Burlington.